# Феліцітас Гоппе

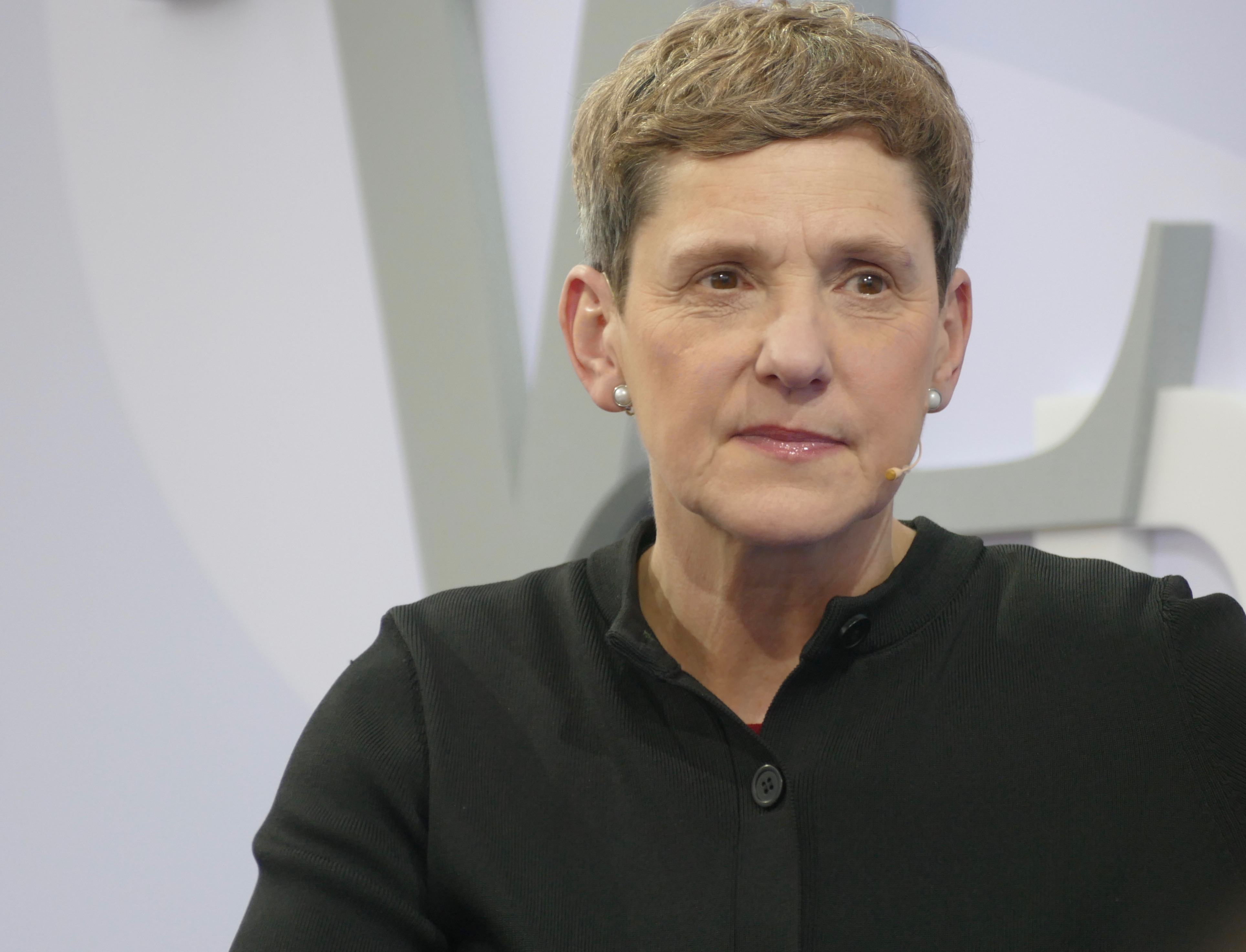
Феліцітас Гоппе 2018

Феліцітас Гоппе (нім. Felicitas Hoppe; нар. 22 грудня 1960, Гамельн) — німецька письменниця. Отримала безліч літературних премій за свої складні постмодерні книги з питань ідентичності, а також історії.

## Життя і літературна діяльність
Феліцітас Гоппе народилася в Гамельні і виросла там. Навчалася в Гільдесгаймі, Тюбінгені, Берліні, Юджині (Орегон) та Римі. Вона вивчала літературознавство, риторику, релігієзнавство, італійську та російську. Працювала журналісткою, а також у різних мовних школах та в Інституті ім. Ґете викладачем німецької мови як другої. З 1996 року вона є незалежною письменницею та живе у Берліні. У тому ж році вона отримала Премію Ернста Вілнера на Днях німецькомовної літератури в Клагенфурті.
Її збірка фантасмагоричних оповідань Picknick der Friseure, видана 1996 року, була видана російською через сім років. Її роботи часто торкаються минущих тем у комічному, але, проте, захопливому вигляді, через що її історії здаються абсурдними. Вона також використовує техніку цитування для своїх романів, як у «Йоганні», де вона реконструює історію Жанни д'Арк, використовуючи офіційні записи справ. Як відносно молода, успішна і жінка-письменниця, вона належить до групи письменників, яких літературна критика називає «Fräuleinwunder». Вона також пише дитячі книжки.
У 1997 році Феліцітас Гоппе здійснила навколосвітню подорож на контейнеровозі, про яку вона розповіла в Pigafetta. Цей поетичний роман стопами Антоніо Пігафетти був перекладений російською мовою в 2004 році.
Вона отримала багато стипендій, зокрема Грант Альфреда Дебліна (1994), Грант фонду Laurenz-Haus у Базелі (1998—1999) та Грант Вілла Аврора у Лос-Анджелесі (2012). 2012 року вона отримала Премію Георга Бюхнера, найпрестижнішу літературну премію у німецькомовних країн. У 2016 році була відзначена званням почесного доктора Люнебурзького університету. Вона була лектором з поетики та запрошеним професором, у тому числі в Дартмутському коледжі (2006), Джорджтаунському університеті (2009), Фуданський університеті (2014) та Університеті Касселя (2019). У 2020 році Феліцітас Гоппе отримала першу Гран-прі Німецького літературного фонду.
Феліцітас Гоппе є членом Німецької академії мови та поезії та ПЕН-клубу Німеччини.